# Elissa Mailänder
Elissa Mailänder, auch Mailänder-Koslov (geboren 1973 in Meran, Italien), ist Zeithistorikerin und Associate Professor für Geschichte am Institut d’études politiques de Paris (Sciences Po). Ihre Forschungs- und Lehrschwerpunkte sind u. a. Alltagsgeschichte des Nationalsozialismus, Theorie und Geschichte der Gewalt, Geschlechter- und Sexualitätsgeschichte im 20. Jahrhundert.

## Leben und Forschung
Elissa Mailänder studierte Vergleichende Literaturwissenschaft und Romanistik an der Universität Wien (Abschluss als Mag. phil.) sowie Germanistik an der Universität Paris IV (Paris-Sorbonne), wo ihre Maîtrise-Abschlussarbeit über Karl Philipp Moritz’ Italienreisen 2000 mit dem Preis der Pierre-Grappin-Stiftung ausgezeichnet wurde. An der École des hautes études en sciences sociales (EHESS) in Paris schloss sie 2001 ein Diplôme d’études approfondies (DEA) in Geschichte und Zivilisation ab. Als Doktorandin der Zeitgeschichte und Historischen Anthropologie an der Universität Erfurt und der EHESS erhielt sie im Jahr 2006 ein Forschungsstipendium im Mandel Center for Advanced Holocaust Studies am US Holocaust Memorial Museum (UHMM). Sie promovierte 2007 bei Michael Werner an der EHESS und Alf Lüdtke an der Universität Erfurt mit einer alltagsgeschichtlichen Arbeit über Gewaltpraktiken von KZ-Aufseherinnen (Gewalt im Dienstalltag. Die SS-Aufseherinnen des Konzentrations- und Vernichtungslagers Majdanek, 1942-1944). 
Anschließend war sie wissenschaftliche Mitarbeiterin im Center for Interdisciplinary Memory Research (CMR) am Kulturwissenschaftlichen Institut in Essen, wo sie das interdisziplinäre Projekt „Referenzrahmen des Helfens“ koordinierte. Von 2009 bis 2012 war sie DAAD-Fachlektorin an der EHESS und leitete das Doktorandenbetreuungsprogramm Centre interdisciplinaire d’études sur l’Allemagne (CIERA) in Paris. Seit April 2012 ist sie Associate Professor am Centre d’Histoire des Institut für politische Studien Paris (Sciences Po). Mit der Schrift Amour, mariage, sexualité : une histoire intime du nazisme („Liebe, Ehe, Sexualität: Eine intime Geschichte des Nationalsozialismus“) erlangte sie 2018 die Habilitation à diriger des recherches.
Sie ist Mitglied der internationalen Forschungsgruppe Sexual Violence in Armed Conflict (SVAC), Vizedirektorin des CIERA (Centre interdisciplinaire d'études et de recherches sur l'Allemagne). Mailänder ist Redaktionsmitglied der Beiträge zur Geschichte des Nationalsozialismus und forscht zur Alltagsgeschichte der Gewalt, Täter- und Helferforschung, Material Culture und Geschlechter- und Sexualitätsgeschichte des Nationalsozialismus.
Elissa Mailänder forschte über das weibliche SS-Personal des Konzentrationslagers Lublin-Majdanek und analysiert die Strukturen, Mechanismen und Dynamiken der Gewalt in nationalsozialistischen Konzentrations- und Vernichtungslagern. In ihrer Studie rekonstruierte sie die Lebensläufe der SS-Aufseherinnen und analysierte die soziale Zusammensetzung dieser, womit sie eine Lücke in den historischen Aufzeichnungen über weibliche NS-Täterinnen schloss.

## Auszeichnungen
- 2008: Herbert-Steiner-Preis und die Auszeichnung Geisteswissenschaften International – Preis zur Förderung der Übersetzung geisteswissenschaftlicher Werke

## Veröffentlichungen (Auswahl)
Monografien
- Gewalt im Dienstalltag. Die SS-Aufseherinnen des Konzentrations- und Vernichtungslagers Majdanek 1942–1944. Hamburger Edition 2009, ISBN 978-3-86854-212-7.
- Amour, mariage, sexualité. Une histoire intime du nazisme (1930–1950). SEUIL 2021, ISBN 978-2-02-145924-1.

Herausgeberschaften
- mit Klaus Latzel, Franka Maubach: Geschlechterbeziehungen und »Volksgemeinschaft« (Beiträge zur Geschichte des Nationalsozialismus). Wallstein 2018, ISBN 978-3-8353-3299-7.
- mit Patrick Farges: Marcher au pas et trébucher. Masculinités allemandes à l'épreuve du nazisme et de la guerre. Presses Universitaires du Septentrion 2022, ISBN 978-2-7574-3698-1.
- mit Michael Becker, Dennis Bock: Konzentrationslager als Gesellschaften: Interdisziplinäre Perspektiven. Beiträge zur Geschichte des Nationalsozialismus Bd. 38, Wallstein Verlag 2023, ISBN 978-3-8353-5497-5.

Beiträge
- Alles Theater? Decodierung einer Hinrichtung im Frauenlager von Majdanek. In: Ludger Schwarte: Auszug aus dem Lager. Zur Überwindung des modernen Raumparadigmas in der politischen Philosophie. transcript Verlag 2007, ISBN 978-3-8394-0550-5. S. 246–268.
- Der NS-Spielflm »Die große Liebe« (1942). Auftakt zum Vernichtungskrieg oder Liebeserklärung an den Krieg? In: Maren Büttner/Christine Hartig/Tilmann Siebeneichner (Hrsg.): Montagen zur Herrschaftspraxis in der Klassischen Moderne. Alltagshistorische Perspektiven und Reflexionen. Klartext Verlag, Essen 2013, ISBN 978-3-8375-0860-4. S. 69–97.
- Making Sense of a Rape Photograph: Sexual Violence as Social Performance on the Eastern Front, 1939–1944. In: Journal of the History of Sexuality. 3. September 2017, Heft 26, S. 489–520.
- mit Doris Bergen, Patrick Farges, Atina Grossmann und Anna Hájková: Forum: Holocaust and the History of Gender and Sexuality. In: German History ghx123 (Dezember 2017), S. 1–23.
- mit Marc Buggeln, Christian Gudehus, Veronika Springmann: Weit mehr als die Gewalt selbst. Von der Notwendigkeit komplexer Definitionen. In: WerkstattGeschichte. transcript Verlag 2021, ISSN 2701-1992.
- mit Jennifer Evans: Cross-dressing, Male Intimacy and the Violence of Transgression in Third Reich Photography. In: German History 39.